# 北薗幸一
北薗 幸一（きたぞの こういち、1971年8月 - ）は、日本の工学者。博士（工学）。専門は材料工学、航空宇宙工学。2020年度現在、東京都立大学教授。

## 経歴
鹿児島県生まれ。ガンダム世代で小さい頃からロボットや宇宙が好きで、材料からロボットにアプローチするため材料工学の道に進む。1990年3月、鹿児島県立甲南高等学校卒業。1994年3月、京都大学工学部金属加工学科卒業。1996年3月東京大学大学院工学系研究科材料学専攻修士課程修了。1999年3月に同専攻博士課程修了し、「内部応力超塑性に関する研究」で博士（工学）取得。
1998年4月から1999年6月まで日本学術振興会特別研究員。1999年7月より文部省宇宙科学研究所宇宙輸送研究系助手、2003年10月より宇宙航空研究開発機構宇宙科学研究本部宇宙構造・材料工学研究系助手。2005年4月、首都大学東京システムデザイン学部航空宇宙システム工学コース准教授に就任し、2015年4月に教授へ昇任。2018年4月所属先改組により、同大学システムデザイン学部航空宇宙システム工学科（大学院システムデザイン研究科航空宇宙システム工学域）教授。2020年4月、大学名の変更により東京都立大学教授（学部学科は同じ）。
2009年4月から2011年3月まで宇宙航空研究開発機構客員准教授、2017年4月から2019年3月まで同客員教授を兼任。
日本金属学会、軽金属学会、日本塑性加工学会、日本航空宇宙学会に所属。2001年9月、日本金属学会奨励賞（力学特性部門）。2013年11月、公益社団法人発明協会平成25年度関東地方発明表彰 発明奨励賞（ロケットノズルのインモーション・ラジオグラフィ）。2018年11月、軽金属学会 軽金属論文賞（学生と共同）。